# Owen Lovejoy (polityk)
Owen Lovejoy (ur. 6 stycznia 1811 w Albionie, zm. 25 marca 1864 w Nowym Jorku) – amerykański polityk.

## Biografia
Urodził się 6 stycznia 1811 roku w Albionie. W 1832 roku ukończył Bowdoin College w Brunswicku, następnie studiował nauki prawne (nie podjął praktyki) i teologię. W 1836 roku przeniósł się do Alton, gdzie został wyświęcony na pastora kongregacjonalnego i pełnił posługę duchownego do połowy lat 50. XIX wieku. W latach 1854–1857 zasiadał w legislaturze stanowej Illinois. W 1856 roku został wybrany do Izby Reprezentantów z ramienia Partii Republikańskiej. Mandat kongresmana pełnił do śmierci 25 marca 1864 roku w Nowym Jorku.
Jego kuzynem był Nathan Allen Farwell.